# بوم‌شناسی جنایت
بوم‌شناسی جنایت (ایتالیایی: Ecologia del delitto) یا خلیج خون (انگلیسی: A Bay of Blood) یک فیلم ترسناک ایتالیایی به کارگردانی ماریو باوا محصول سال ۱۹۷۱ است.
این خشن‌ترین فیلم باوا تأثیر بسزایی بر شکل‌گیری ژانر اسلشر گذاشت که یک دهه بعد ظهور کرد. مجلهٔ توتال فیلم در سال ۲۰۰۵ بوم‌شناسی جنایت را در فهرست ۵۰ فیلم برتر سینمای وحشت جای داد.

## بازیگران
- کلاودین اوجر
- لوئیجی پیستیلی
- لائورا بتی
- لئوپولدو تریئسته
- ایسا میراندا
- رناتو سیستی
- کلاودیو کاماسو
- نیکولتا اِلمی